# 島根あさひ社会復帰促進センター
島根あさひ社会復帰促進センター（しまねあさひしゃかいふっきそくしん - ）は、島根県浜田市旭町にあるPFI方式の刑務所。2008年10月に開所された。

## 概要
PFI方式での事業契約締結としては美祢に次ぐ日本で2番目、運用開始は播磨・喜連川に次ぐ4番目。島根県浜田市旭町丸原380-15に所在する。面積は約32万5千平方メートルで、延べ床面積は刑事施設が9万8557平方メートル、地域交流エリアが1万6304平方メートル。
アクセスはJR山陰本線浜田駅または山陽新幹線・山陽本線・芸備線広島駅から高速バスいさりび号(普通便)に乗車し、旭インターで下車する。
下部機関として浜田拘置支所を持つ。同支所は松江刑務所から移管された。
職員は刑務官（国家公務員）約200人、民間職員約300人、受刑者収容定員は2000人で、犯罪傾向の進行していない男子受刑者（A指標。暴力団関係者は除く）を収容する。他にも、軽度の知的・精神障害、高齢者を含む身体障害（M指標・P指標）を有する男子受刑者を受け入れる。居室のほとんどは単独室で、鉄格子でなく強化ガラスを用いている。
大林組・綜合警備保障ほか複数社の出資によるSPC（特定目的会社）「島根あさひソーシャルサポート株式会社」を設立し、美祢と同様にSPCが総務・巡回・教育・清掃・給食といった一部業務を担当、刑罰権の行使にかかわる業務等は刑務官など国の職員が担う方式で施設運営にあたっている。
日本のPFI刑務所のうち、民間事業者が施設の設計・建設・整備にも携わるのは島根と美祢のみ。建設段階で居室に暖房設備が設置されたのは島根のみである。

## 更生教育・職業訓練
民間団体・技術者や地場産業のノウハウを活用した、以下のような特色ある再犯防止プログラムを採用している。
- 農作業・援農・森林管理（施設外作業）、センター内での植物栽培
- デジタルコンテンツ編集
- 動物介在療法（盲導犬候補犬の育成、ホースプログラム）
- 神楽面、石州和紙、陶器の製作
- ビジネス基礎、ITスキル、一部技能講習、医科医療事務管理士、理容師、介護職員初任者など十数種の資格取得[4]

## 沿革
島根県旧旭町は過疎化が進み、1960年には7000人以上いた人口が以降40年間で半減していた。
1990年代、中国横断自動車道広島浜田線（浜田自動車道）開通に伴い、民間企業誘致のため土地を造成・分譲したが失敗に終わった。そこで当時の旭町長・岩谷義夫は2002年よりPFI方式の刑務所誘致に取り組み、法務省を度々訪れ、住民を説得して回った。刑務所誘致には68地域が立候補しており2003年には落選したが、2004年の再挑戦で決定通知を受け取った。誘致に成功した理由は、県と連携して刑務所用地となる県有地を低価格で国に引き渡したこと、浜田市中心部まで約15分で着くため受刑者に対する医療体制が整っているとみなされたこと、農村地帯であり受刑者が施設外での農作業プログラムに取り組むことが可能だった点などが挙げられる。
誘致によって刑務官やその家族が増えたことで、旭町で「絶滅危惧種」とまで言われていた乳母車を押す若い夫婦が見られるようになった。子供も増え、地域のスポーツサークルが復活し、居酒屋や「道の駅」風のコンビニがオープンした。統計上も、現役世代人口の急増と人口構成の急変（平均年齢・高齢化率の低下）を招いている。
地域住民との交流も行われており、隣接地に認定こども園や盲導犬訓練センターなどを含む地域交流エリアがオープンしたほか、日本の矯正施設では初めて文通プログラムが実現している。
2019年1月9日にインフルエンザ発症者が出始め1月下旬以降流行し、2月7日時点で受刑者65人と職員73人の計138人が集団感染していることが判明した。
2020年には、映画監督の坂上香による、受刑者同士の対話を通じて更生を促すTCプログラム（回復共同体）の取り組みを追ったドキュメンタリー「プリズン・サークル」が公開され、同作品は文化庁記録映画大賞を受賞した。